# Acanthodactylus hardyi
Acanthodactylus hardyi là một loài thằn lằn trong họ Lacertidae. Loài này được Haas mô tả khoa học đầu tiên năm 1957.